# Bastille (film)
Bastille is een Nederlandse film uit 1984 van Rudolf van den Berg met in de hoofdrollen Derek de Lint en Evelyne Dress. 
Het scenario van de film is gebaseerd op het boek La Place de la Bastille uit 1981 van Leon de Winter. Het heeft als alternatieve titel De Burght. Regisseur Rudolf van den Berg kreeg zijn tweede Gouden Kalf voor de regie. Bastille was een succes in de Nederlandse bioscopen.

## Verhaal
Leraar geschiedenis Paul de Wit, een veertiger, zit in een crisis. Hij is getrouwd, heeft een goede baan, maar alles is hem tegen gaan staan. Hij en zijn vrouw zijn uit elkaar gegroeid en zijn baan geeft hem geen bevrediging. Al jaren is hij bezig met een boek over de vlucht van koning Lodewijk XVI tijdens de Franse Revolutie. Lodewijk werd met zijn vrouw bij Varennes door revolutionairen aangehouden en teruggestuurd naar Parijs. Daar werd de koning, na eerst nog korte tijd zijn functie in naam te mogen uitoefenen, afgezet, de monarchie werd opgeheven, de koning werd berecht en met de guillotine onthoofd. Paul is gefascineerd door het idee wat er zou gebeuren als Lodewijks vlucht uit het revolutionaire Frankrijk wel gelukt was. Hij loopt echter steeds vast omdat zijn opvatting over geschiedenis hem parten speelt. Geschiedenis bestaat volgens Paul niet uit zekerheden, maar uit toevallige factoren. Hij begrijpt echter niet wat de noodzaak is van sommige cruciale gebeurtenissen. Zo wordt hij achtervolgd door zijn eigen geschiedenis. Hij is joods en geboren tijdens de Tweede Wereldoorlog, zijn ouders zijn vergast en ook, zo hoort hij later, zijn tweelingbroer Philip. Hij vraagt zich af of, als Philip dood is en hij leeft, zijn bestaan slechts gebaseerd is op toeval. Tijdens de schoolvakantie gaat hij naar Parijs om materiaal voor zijn boek te verzamelen. Hij ontmoet Pauline, een joodse Française, met wie hij een verhouding begint. Op de Place de la Bastille, waar in 1792 de Franse revolutie begon, neemt Pauline een foto van hem. Als Paul thuis en de foto's ontwikkelt ontdekt hij op de foto van de Place de la Bastille een man die achter hem loopt. De man lijkt sprekend op hemzelf. Voor Paul is het duidelijk, die man is zijn dood gewaande tweelingbroer Philip. Hij besluit terug te gaan naar Parijs en zijn broer te zoeken. Als hij na lang zoeken in Parijs tot de conclusie komt dat hij niet op zoek is naar Philip, maar naar zichzelf keert hij weer terug naar zijn gezin.

## Rolverdeling
| Acteur            | Personage                       |
| ----------------- | ------------------------------- |
| Derek de Lint     | Paul de Wit / Nathan Blum       |
| Geert de Jong     | Mieke de Wit                    |
| Evelyne Dress     | Nadine                          |
| Loudi Nijhoff     | vroedvrouw                      |
| Ischa Meijer      | Prof. Polak                     |
| Dora Doll         | mevrouw Friedlander             |
| Iboya Takacs      | Hanna                           |
| Kim Bagmeijer     | Myriam                          |
| Pierre Vial       | de heer Weinstock               |
| Tamar Baruch      | Batseba                         |
| Frank Schaafsma   | Hein de Vries                   |
| François Guizerix | barkeeper Station               |
| Anne Lordon       | bibliothecaresse                |
| George Sluizer    | Clochard / eerste taxichauffeur |
| René Bourdet      | fotograaf                       |

## Achtergrond
Bastille was de eerste grote speelfilm van regisseur Rudolf van den Berg. Voor een budget van amper 330.000 euro maakte van den Berg de film met hulp van regisseur George Sluizer, die optrad als producent zijn film. Het onderwerp van de film, een joodse man die de Tweede Wereldoorlog niet bewust heeft meegemaakt, worstelt met zijn joodse identiteit en het trauma van de Holocaust, lag dicht bij van den Berg. Eind jaren zeventig worstelde de regisseur zelf met zijn joodse identiteit. Hij was wat tegenwoordig een "tweede-generatie-slachtoffer" wordt genoemd. Kinderen van slachtoffers van de Duitse bezetting die zich afvragen hoe een Holocaust plaats heeft kunnen vinden. Van den Berg studeerde aanvankelijk politicologie en zijn politieke interesse ging uit naar de samenhang tussen onderdrukker en zijn slachtoffers en de paar dapperen daartussen. In zijn films probeerde hij datgene wat hij niet kon verwerken, vorm te geven.